# Ливай, Закари
За́кари Ли́вай Пью (англ. Zachary Levi Pugh ([ˈzækəri ˈliːvaɪ]); род. 29 сентября 1980, Лейк-Чарльз, Луизиана, США) — американский актёр, известный благодаря комическим ролям в сериалах «Клава, давай!» и «Чак», а также по фильмам «Дом большой мамочки 2», «Шазам!» и «Элвин и бурундуки 2». В 2013 году Ливай исполнил роль Фандрала в фильме «Тор 2: Царство тьмы».

## Биография
Закари Ливай Пью родился в Лейк-Чарльзе, штат Луизиана. Он является средним ребёнком в семье Сьюзан Мари Хоктор Пью (1950—2015) и Дарелла Пью. У него есть старшая и младшая сёстры, Сара и Шекина. Он имеет валлийские корни. В детстве его семья часто переезжала, прежде чем обосновалась в Вентуре, штат Калифорния. В возрасте шести лет он начал сниматься, петь и танцевать в школе и местных театральных постановках. После окончания средней школы «Буэна», он перебрался в Лос-Анджелес, чтобы воплотить в жизнь давнюю мечту стать актером. Начал играть в театре, исполнив роли в таких постановках, как «Аутсайдеры», «Оливер», «Волшебник из страны Оз» и «Биг-Ривер». Его образ Иисуса в постановке «Ojai’s Godspell» привлёк к нему внимание Голливуда.
В 2006 году Закари получил роль в комедийном фильме «Дом большой мамочки 2». Он является не только актёром — в 2007 году он выступил в качестве исполнительного продюсера фильма «Спираль», в котором также сыграл сам. Одной из заметных ролей стало также участие в фильме «Элвин и Бурундуки 2», вышедшем в 2009 году. 24 ноября 2010 года на большие экраны вышел мультфильм Диснея «Рапунцель: Запутанная история» с Закари в главной озвучивающей роли Флинна Райдера — спасителя принцессы.

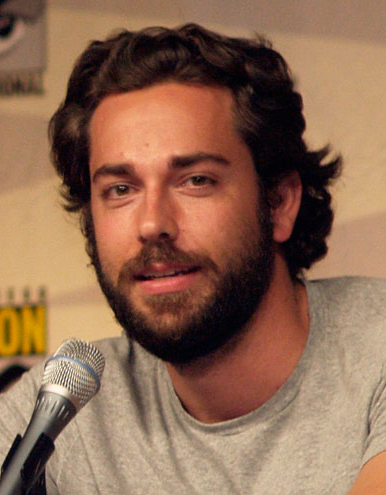
Ливай на San Diego Comic-Con International в 2009 году

Ливай должен был играть Фандрала в фильме «Тор», однако не смог этого сделать из-за несовпадения графика съёмок с телесериалом «Чак», и на роль взяли Джоша Далласа. Тем не менее Ливай сыграл эту роль в сиквеле фильма «Тор 2: Царство тьмы» из-за несовпадения рабочих графиков Далласа, а затем повторил её в третьем фильме «Тор: Рагнарёк».

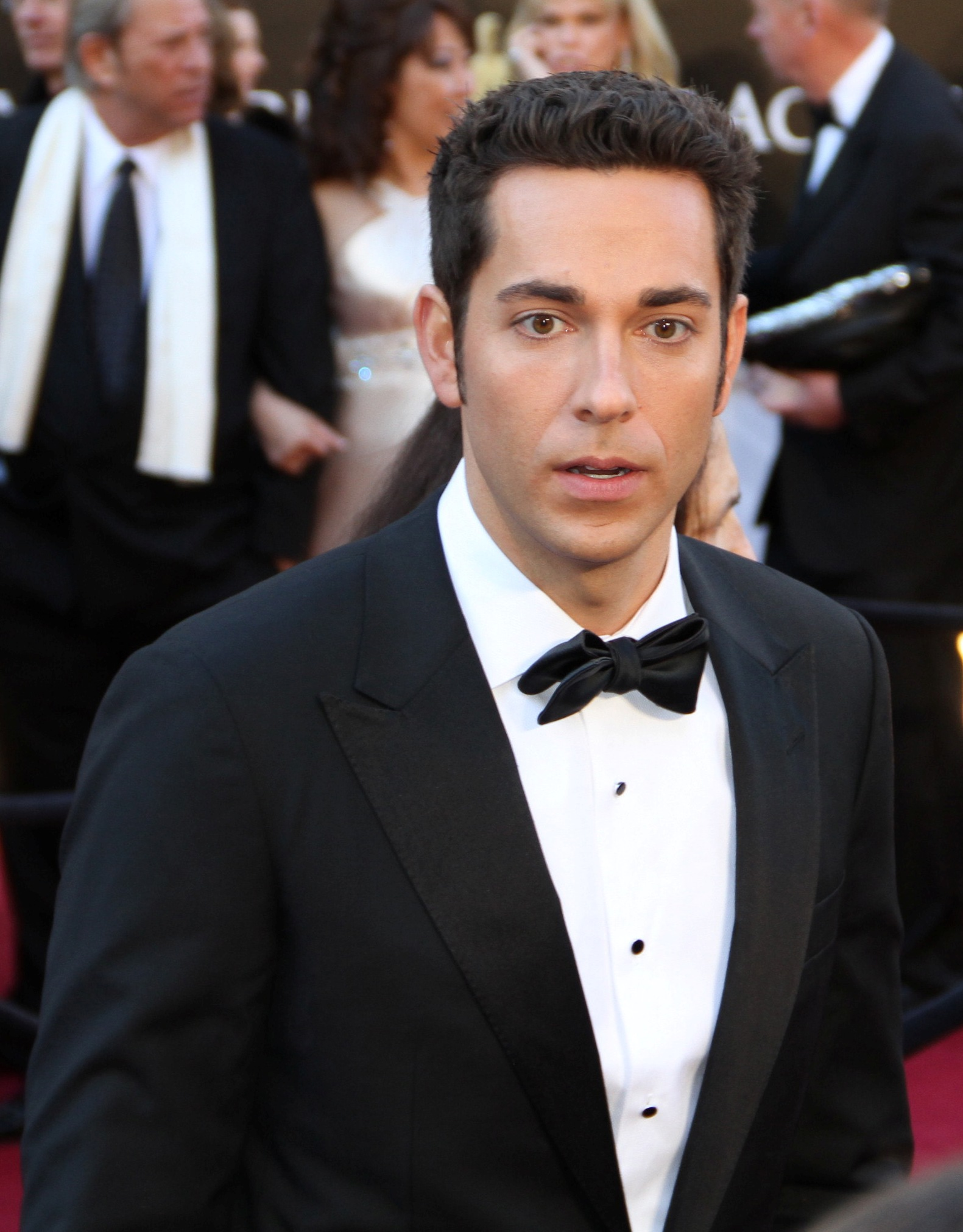
Ливай на 83-й церемонии вручения премии «Оскар»

Ливай сыграл в фильме «Большой выстрел» 2002 года, в котором также снимались Дженнифер Моррисон и Николас Туртурро. В том же году он получил роль Киппа Стэдмена в комедийном сериале «Клава, давай!». В 2003 году он снялся в одной из ролей в телевизионном фильме «Обратитесь к Джейн», в котором сыграли также Каризма Карпентер, знакомая российским зрителям по сериалу «Баффи — истребительница вампиров» и Холли Мари Комбс (Пайпер Холливелл в сериале «Зачарованные»). Сериал «Клава, давай» завершился в 2006 году.
В 2007 году Закари получил главную роль в сериале «Чак», в котором снова смог войти в образ комедийного чудака. Финальный эпизод шоу вышел в эфир в январе 2012 года.
Музыка
В апреле 2010 года Закари и Кэтрин Макфи записали сингл «Terrified», который доступен на iTunes. Кроме того Закари и Мэнди Мур исполнили песни «I See the Light» и «I’ve Got a Dream» для анимационного фильма «Рапунцель: Запутанная история». Песня «I See the Light» номинировалась на «Оскар» в 2010 году и получила «Грэмми» в 2011 году.

## Личная жизнь
Ливай является первым владельцем Nissan GT-R, который поступил в продажу в США в 2009 году. Зак обожает компьютерные игры. В 2012 году, в интервью журналу Bello, Ливай признался: «Я люблю видеоигры. Всегда любил и буду любить. Сейчас я наслаждаюсь Call of Duty: Modern Warfare 3 и Gears of War. Но планирую перейти в Mass Effect 3, если я найду время для этого». В свободное время Закари наслаждается скейтбордом, сноубордом, а также увлекается другими различными видами спорта.
Закари — христианин-евангелист с детства. В 2002 году он дал интервью для журнала Relevant, в котором рассказал о своей вере: «Моя задача на съёмочной площадке, мне кажется, это, во-первых, любить людей и войти в их доверие, чтобы они поняли, что я действительно их люблю и забочусь о них и их благосостоянии. И в случае, если им будет нужна помощь, они бы имели возможность подойти ко мне и спросить: „Расскажи, как ты поддерживаешь свой покой? Как ты чувствуешь себя так комфортно? Откуда ты берешь всю эту любовь? Откуда ты берёшь все свои таланты?“. И я бы повернулся к ним и без колебания ответил бы: „Иисус Христос“».
В сентябре 2010 года Ливай основал собственную компанию The Nerd Machine.
Отношения
16 июня 2014 года Мисси Перегрим сообщила в Twitter, что она и Ливай поженились в Мауи, Гавайи. Также опубликовав фотографию, где они оба в толстовках с надписями «Мистер» и «Миссис». В апреле 2015 года супруги подали на развод, указав дату расставания — 3 декабря 2014 года.

## Избранная фильмография

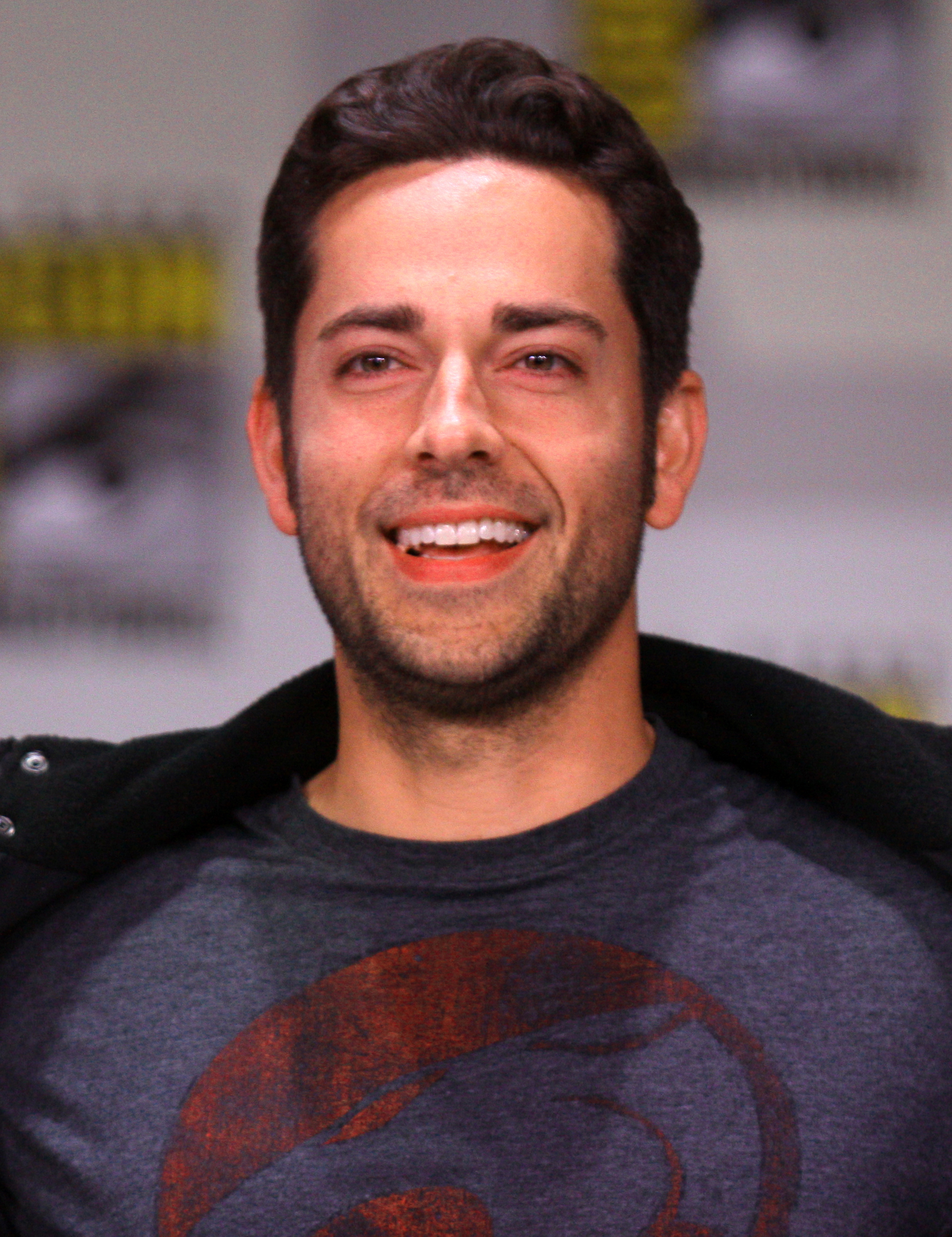
Ливай на San Diego Comic-Con International в 2011 году

| Год       |     | Русское название                           | Оригинальное название                    | Роль                       |
| --------- | --- | ------------------------------------------ | ---------------------------------------- | -------------------------- |
| 2002—2006 | с   | Клава, давай!                              | Less Than Perfect                        | Кипп Стэдмен               |
| 2002      | тф  | Большой выстрел                            | Big Shot: Confessions of a Campus Bookie | Адам                       |
| 2003      | ф   | Обратитесь к Джейн                         | See Jane Date                            | Грант Ашер                 |
| 2004—2005 | с   | Умерь свой энтузиазм                       | Curb Your Enthusiasm                     | Бэллман                    |
| 2006      | ф   | Дом большой мамочки 2                      | Big momma's house 2                      | Агент Джейк-Кевин Кеннили  |
| 2007      | ф   | Спираль                                    | Spiral                                   | Беркли                     |
| 2007      | ф   | Ctrl Z                                     | Ctrl Z                                   | Бен Пиллар                 |
| 2007—2012 | с   | Чак                                        | Chuck                                    | Чак Бартовски              |
| 2008      | ф   | Необыкновенное путешествие                 | Wieners                                  | Бен                        |
| 2008      | ф   | Американская сказка                        | An American Carol                        | подопытный #1              |
| 2008      | ф   | Все оттенки Рэя                            | Shades of Ray                            | Рей Рейман                 |
| 2009      | ф   | Каскадёры                                  | Stuntmen                                 | Трой Ратовски              |
| 2009      | ф   | Элвин и Бурундуки 2                        | Alvin and the Chipmunks: The Squeakquel  | Тобби Джен                 |
| 2009      | ф   | Байрон Филлипс: Находка                    | Byron Phillips: Found                    | Байрон Филлипс             |
| 2010      | мф  | Рапунцель: Запутанная история              | Tangled                                  | Флинн Райдер, озвучка      |
| 2012      | кор | Рапунцель: Счастлива навсегда              | Tangled Ever After                       | Флинн Райдер, озвучка      |
| 2012      | с   | Высшая школа видеоигр                      | Video Game High School                   | Эйс                        |
| 2013      | ф   | Помни воскресенье                          | Remember Sunday                          | Гас                        |
| 2013      | ф   | Тор 2: Царство тьмы                        | Thor: The Dark World                     | Фандрал                    |
| 2015      | с   | Герои: Возрождение                         | Heroes Reborn                            | Люк Коллинс                |
| 2015—2016 | с   | Теленовелла                                | Telenovela                               | Джеймс Макмэхон            |
| 2017      | с   | Она же Грейс                               | Alias Grace                              | Джеремайя Понтелли         |
| 2017      | ф   | Тор: Рагнарёк                              | Thor: Ragnarok                           | Фандрал                    |
| 2018      | ф   | Офисный беспредел                          | Office Uprising                          | Адам Нусбаум               |
| 2018      | с   | Удивительная миссис Мейзел                 | The Marvelous Mrs. Maisel                | доктор Бенджамин Эттенберг |
| 2018      | ф   | Бладфест                                   | Blood Fest                               | Камео                      |
| 2019      | ф   | Шазам                                      | Shazam!                                  | Шазам                      |
| 2021      | ф   | Мавританец                                 | The Mauritanian                          | Нил Баклэнд                |
| 2022      | ф   | Аполлон-10½: Приключение космического века | Apollo 10 1⁄2: A Space Age Childhood     | Кранц                      |
| 2023      | ф   | Шазам! Ярость богов                        | Shazam! Fury of the Gods                 | Шазам                      |
| 2023      | ф   | Гарольд и фиолетовый мелок                 | Harold and the Purple Crayon             |                            |